# Pattaya
Pattaya (în thailandeză पैत्या, transliterat Pattaya) este un oraș din Thailanda, situat la aproximativ 120 km sud-est de capitala Bangkok. Este situat în provincia Chonburi, pe coasta de est a Golfului Thailandei. Populația permanentă a orașului în 2021 era de aproximativ 325.000 de persoane, dar populația zonei metropolitane este de câteva ori mai mare decât acest număr.
Este o destinație turistică populară datorită climei, plajei și locurilor de divertisment. Orașul primește peste cinci milioane de turiști pe an, majoritatea venind din Asia de Est și țări din fosta Uniune Sovietică.

## Plaje
Coasta este formată din trei secțiuni principale:
- Plaja Naklua în partea de nord a Golfului Pattaya. Este cea mai liniștită dintre cele trei plaje.

- Plaja Pattaya în partea de mijloc. Are 3 km lungime. Central Pattaya Road este plin de restaurante fast-food și magazine de suveniruri. South Pattaya Road și împrejurimile sale sunt locul unde prosperă industria sexuală.

- Plaja Jomtien din jurul promontoriului sudic al Pattaya. Are aproximativ 14 km lungime. Cel mai bun loc pentru sporturi nautice, deoarece apa de aici este cea mai curată. O multitudine de afaceri oferă aici jet ski, schi nautic, parasailing, pescuit sportiv și scufundări. Golf, trageri la țintă, călărie și tenis sunt, de asemenea, disponibile aici.

## Climat
Clima din Pattaya este tropicală. Se caracterizează prin vreme caldă și uscată din noiembrie până în martie, caldă și umedă din martie până în mai și caldă și ploioasă din mai până în noiembrie.
| Date climatice pentru Pattaya (1991–2020)                                                                    | Date climatice pentru Pattaya (1991–2020) | Date climatice pentru Pattaya (1991–2020) | Date climatice pentru Pattaya (1991–2020) | Date climatice pentru Pattaya (1991–2020) | Date climatice pentru Pattaya (1991–2020) | Date climatice pentru Pattaya (1991–2020) | Date climatice pentru Pattaya (1991–2020) | Date climatice pentru Pattaya (1991–2020) | Date climatice pentru Pattaya (1991–2020) | Date climatice pentru Pattaya (1991–2020) | Date climatice pentru Pattaya (1991–2020) | Date climatice pentru Pattaya (1991–2020) | Date climatice pentru Pattaya (1991–2020) |
| Luna | Ian                                       | Feb                                       | Mar                                       | Apr                                       | Mai                                       | Iun                                       | Iul                                       | Aug                                       | Sep                                       | Oct                                       | Nov                                       | Dec                                       | Anual                                     |
| --- | ----------------------------------------- | ----------------------------------------- | ----------------------------------------- | ----------------------------------------- | ----------------------------------------- | ----------------------------------------- | ----------------------------------------- | ----------------------------------------- | ----------------------------------------- | ----------------------------------------- | ----------------------------------------- | ----------------------------------------- | ----------------------------------------- |
| Maxima medie °C (°F)                                                                                         | 30.6 (87,1)                               | 31.2 (88,2)                               | 32.0 (89,6)                               | 33.0 (91,4)                               | 32.7 (90,9)                               | 32.0 (89,6)                               | 31.6 (88,9)                               | 31.4 (88,5)                               | 31.1 (88)                                 | 30.9 (87,6)                               | 30.8 (87,4)                               | 30.2 (86,4)                               | 31,46 (88,62)                             |
| Media zilnică °C (°F)                                                                                        | 26.5 (79,7)                               | 27.3 (81,1)                               | 28.3 (82,9)                               | 29.4 (84,9)                               | 29.4 (84,9)                               | 29.0 (84,2)                               | 28.6 (83,5)                               | 28.5 (83,3)                               | 27.9 (82,2)                               | 27.2 (81)                                 | 27.1 (80,8)                               | 26.4 (79,5)                               | 27,97 (82,34)                             |
| Minima medie °C (°F)                                                                                         | 23.5 (74,3)                               | 24.5 (76,1)                               | 25.5 (77,9)                               | 26.4 (79,5)                               | 26.6 (79,9)                               | 26.4 (79,5)                               | 26.2 (79,2)                               | 26.1 (79)                                 | 25.4 (77,7)                               | 24.7 (76,5)                               | 24.3 (75,7)                               | 23.3 (73,9)                               | 25,24 (77,44)                             |
| Minima istorică °C (°F)                                                                                      | 16.4 (61,5)                               | 18.5 (65,3)                               | 17.7 (63,9)                               | 20.8 (69,4)                               | 21.5 (70,7)                               | 21.3 (70,3)                               | 21.4 (70,5)                               | 22.0 (71,6)                               | 21.5 (70,7)                               | 19.8 (67,6)                               | 16.7 (62,1)                               | 14.6 (58,3)                               | 14,6 (58,3)                               |
| Precipitații mm (inches)                                                                                     | 16.3 (0.642)                              | 19.9 (0.783)                              | 47.3 (1.862)                              | 67.9 (2.673)                              | 121.1 (4.768)                             | 132.1 (5.201)                             | 103.6 (4.079)                             | 91.2 (3.591)                              | 213.6 (8.409)                             | 224.5 (8.839)                             | 56.6 (2.228)                              | 11.7 (0.461)                              | 1.105,8 (43,535)                          |
| Umiditate [%]                                                                                                | 73.7                                      | 75.9                                      | 77.8                                      | 77.2                                      | 77.5                                      | 77.4                                      | 77.5                                      | 78.1                                      | 81.3                                      | 83.2                                      | 75.3                                      | 70.3                                      | 77,1                                      |
| Nr. de zile cu precipitații (≥ 1.0 mm)                                                                       | 1.6                                       | 1.8                                       | 3.3                                       | 5.0                                       | 9.0                                       | 9.8                                       | 9.5                                       | 9.1                                       | 13.2                                      | 14.4                                      | 4.0                                       | 1.5                                       | 82,2                                      |
| Ore însorite                                                                                                 | 229.4                                     | 211.9                                     | 238.7                                     | 204.0                                     | 155.0                                     | 114.0                                     | 117.8                                     | 114.7                                     | 108.0                                     | 145.7                                     | 189.0                                     | 226.3                                     | 2.054,5                                   |
| Sursa nr. 1: World Meteorological Organization                                                               |                                           |                                           |                                           |                                           |                                           |                                           |                                           |                                           |                                           |                                           |                                           |                                           |                                           |
| Sursa nr. 2: Office of Water Management and Hydrology, Royal Irrigation Department (sun 1981–2010)(extremes) |                                           |                                           |                                           |                                           |                                           |                                           |                                           |                                           |                                           |                                           |                                           |                                           |                                           |